# Sobiałkowo (przystanek kolejowy)
Sobiałkowo − nieczynny przystanek osobowy w Sobiałkowie, w Polsce, w województwie wielkopolskim, w powiecie rawickim.